# Elmer (Oklahoma)
Elmer és un poble dels Estats Units a l'estat d'Oklahoma. Segons el cens del 2000 tenia 96 habitants.

## Demografia
Segons el cens del 2000, Elmer tenia 94 habitants, 40 habitatges, i 27 famílies. La densitat de població era de 86,2 habitants per km².
Dels 40 habitatges en un 22% hi vivien nens de menys de 18 anys, en un 56,1% hi vivien parelles casades, en un 12,2% dones solteres, i en un 31,7% no eren unitats familiars. En el 29,3% dels habitatges hi vivien persones soles el 12,2% de les quals corresponia a persones de 65 anys o més que vivien soles. El nombre mitjà de persones vivint en cada habitatge era de 2,34 i el nombre mitjà de persones que vivien en cada família era de 2,79.
Per edats la població es repartia de la següent manera: un 21,9% tenia menys de 18 anys, un 6,3% entre 18 i 24, un 30,2% entre 25 i 44, un 27,1% de 45 a 60 i un 14,6% 65 anys o més.
L'edat mediana era de 37 anys. Per cada 100 dones de 18 o més anys hi havia 97,4 homes.
La renda mediana per habitatge era de 35.208 $ i la renda mediana per família de 35.208 $. Els homes tenien una renda mediana de 18.750 $ mentre que les dones 14.167 $. La renda per capita de la població era de 15.165 $. Entorn del 10,3% de les famílies i el 9,3% de la població estaven per davall del llindar de pobresa.

## Poblacions més properes
El següent diagrama mostra les poblacions més properes.